# William Sadler
William Thomas Sadler (Buffalo, 1950. április 13. –) amerikai színész.
Ő alakította a Halált a Bill és Ted haláli túrája (1991) és a Bill és Ted – Arccal a zenébe (2020) című sci-fi filmvígjátékokban. Antagonistaként tűnt fel az Ölve vagy halva (1990) és a Még drágább az életed (1991) akciófilmekben. Szerepelt három Stephen King-adaptációban: A remény rabjai (1994), a Halálsoron (1999) és A köd (2007). A Borzalmak városa előkészületben lévő, 2023-as feldolgozásában is szerepet kapott.
A Marvel-moziuniverzumban játszódó Vasember 3. (2013) című filmben és A S.H.I.E.L.D. ügynökei című televíziós sorozatban Matthew Ellis amerikai elnököt formálta meg.
Egyéb televíziós szereplései közé tartozik a Star Trek: Deep Space Nine, a Roswell, a Hawaii Five-0 és a The Pacific – A hős alakulat.

## Filmográfia

### Film
| Év   | Magyar cím                     | Eredeti cím                  | Szerep                                        | Magyar hang            |
| ---- | ------------------------------ | ---------------------------- | --------------------------------------------- | ---------------------- |
| 1982 | Ki kém, ki nem kém             | Hanky Panky                  | hotel alkalmazottja                           |                        |
| 1986 | Kamuzsaru                      | Off Beat                     | Dickson                                       |                        |
| 1987 | X program                      | Project X                    | Dr. Carroll                                   | Szőke Zoltán           |
| 1989 | Kutyám, Jerry Lee              | K-9                          | Don, autókereskedő                            | Téri Sándor            |
| 1989 | Kutyám, Jerry Lee              | K-9                          | Don, autókereskedő                            | Miller Zoltán          |
| 1990 | Ölve vagy halva                | Hard to Kill                 | Vernon Trent szenátor                         | Ujréti László          |
| 1990 | Ölve vagy halva                | Hard to Kill                 | Vernon Trent szenátor                         | Tarján Péter           |
| 1990 | Még drágább az életed          | Die Hard 2                   | William Stuart ezredes                        | Csernák János          |
| 1990 | Forró nyomon                   | The Hot Spot                 | Frank Sutton                                  | Kassai Károly          |
| 1991 | Bill és Ted haláli túrája      | Bill & Ted's Bogus Journey   | Halál                                         | Zubornyák Zoltán       |
| 1991 | Drog                           | Rush                         | Monroe                                        | Szabó Sipos Barnabás   |
| 1992 | Trespass                       | Trespass                     | Don Perry                                     | Csernák János          |
| 1993 |                                | Freaked                      | Dick Brian                                    |                        |
| 1994 | A remény rabjai                | The Shawshank Redemption     | Heywood                                       | Dörner György          |
| 1995 | Mesék a kriptából – Démonlovag | Demon Knight                 | Frank Brayker                                 | Rosta Sándor           |
| 1996 | Mesék a kriptából: Vérbordély  | Bordello of Blood            | Múmia                                         | Barbinek Péter         |
| 1996 | Solo – A tökéletes fegyver     | Solo                         | Frank Madden ezredes / továbbfejlesztett Solo | Balázsi Gyula          |
| 1997 | Mars a Marsra                  | RocketMan                    | Bill 'Wild Bill' Overbeck                     | Sinkovits-Vitay András |
| 1998 | Kísérleti patkányok            | Disturbing Behavior          | Dorian Newberry                               | Harsányi Gábor         |
| 1998 | A szerelem rabja               | Reach the Rock               | Quinn                                         | Besenczi Árpád         |
| 1999 | Lopakodó                       | Stealth Fighter              | Frank Peterson admirális                      | Barbinek Péter         |
| 1999 | Lopakodó                       | Stealth Fighter              | Frank Peterson admirális                      | nincs adat             |
| 1999 | Lopakodó                       | Stealth Fighter              | Frank Peterson admirális                      | Tarján Péter           |
| 1999 | Halálsoron                     | The Green Mile               | Klaus Detterick                               | Beratin Gábor          |
| 2001 |                                | Skippy                       | Ringo                                         |                        |
| 2003 | Háborúzni mentem, Kelly!       | The Battle of Shaker Heights | Abraham 'Abe' Ernswiler                       |                        |
| 2004 | Kinsey                         | Kinsey                       | Kenneth Braun                                 | Végh Ferenc            |
| 2005 | Az átjáró                      | Devour                       | Ivan Reisz                                    | Melis Gábor            |
| 2005 | Az utolsó vallomás             | Confess                      | Roger Lampert szenátor                        |                        |
| 2005 | Bíborszív                      | Purple Heart                 | Allen ezredes                                 | Rosta Sándor           |
| 2006 |                                | Jimmy and Judy               | Rodney nagybácsi                              |                        |
| 2006 |                                | Mr. Gibb                     | Phil 'Honest Phil' Palmer                     |                        |
| 2006 |                                | Premium                      | Cole Carter                                   |                        |
| 2006 |                                | Unspoken                     | apa                                           |                        |
| 2007 |                                | A New Wave                   | Mr. Dewitt                                    |                        |
| 2007 | A szeretet szimfóniája         | August Rush                  | Thomas Novacek                                | Dörner György          |
| 2007 | A köd                          | The Mist                     | Jim Grondin                                   | Reviczky Gábor         |
| 2008 | Sasszem                        | Eagle Eye                    | William Shaw                                  | Rudas István           |
| 2008 |                                | The Good Student             | Phil 'Honest Phil' Palmer                     |                        |
| 2009 |                                | Shadowheart                  | Thomas Conners                                |                        |
| 2009 | Sziklák vére                   | The Hills Run Red            | Wilson Wyler Concannon                        | Rosta Sándor           |
| 2009 | A nyár utolsó napja            | Last Day of Summer           | Mr. Crolick                                   | Orosz István           |
| 2010 |                                | Switchback                   | Tom O'Roarke                                  |                        |
| 2011 |                                | Silent But Deadly            | John Capper                                   |                        |
| 2011 |                                | Open Gate                    | Robert                                        |                        |
| 2012 | Borotvaélen                    | Man on a Ledge               | Frank Cassidy / szobapincér                   | Csuha Lajos            |
| 2012 | Mocsokváros utcáin             | Being Flynn                  | Ray                                           | Rosta Sándor           |
| 2012 | Milyen jövő vár?               | Future Weather               | Ed                                            | Rosta Sándor           |
| 2012 | Hova tovább                    | See Girl Run                 | Marty                                         |                        |
| 2012 |                                | Greetings from Tim Buckley   | Lee Underwood                                 |                        |
| 2013 | Vasember 3.                    | Iron Man 3                   | Matthew Ellis amerikai elnök                  | Rosta Sándor           |
| 2013 | Machete gyilkol                | Machete Kills                | Doakes seriff                                 | Epres Attila           |
| 2013 |                                | The Suspect                  | Dixon seriff                                  |                        |
| 2014 |                                | Freedom                      | Plimpton                                      |                        |
| 2014 |                                | The Historian                | Dr. Valerian Hadley                           |                        |
| 2015 | A Hangya (törölt jelenet)      | Ant-Man                      | Matthew Ellis elnök                           |                        |
| 2015 | A nő, akit szerettem           | Freeheld                     | Peter Santucci                                | Fazekas István         |
| 2016 | A párbaj                       | The Duel                     | Lawrence Sullivan Ross, Texas kormányzója     | Rosta Sándor           |
| 2016 |                                | The Hollow                   | Beau McKinney seriff                          |                        |
| 2018 |                                | Deadly Crush                 | Dusty Hawkins seriff                          |                        |
| 2018 |                                | Living Among Us              | Samuel                                        |                        |
| 2019 | Útonállók                      | The Highwaymen               | Henry Barrow                                  |                        |
| 2019 | Veteránkocsma                  | VFW                          | Walter Reed                                   | Rosta Sándor           |
| 2020 | Az átok háza                   | The Grudge                   | Wilson nyomozó                                |                        |
| 2020 | Bill és Ted – Arccal a zenébe  | Bill & Ted Face the Music    | Halál                                         | Végh Péter             |
| 2021 | Gonosz csoda                   | The Unholy                   | William Hagan atya                            | Mertz Tibor            |
| 2022 |                                | She Came from the Woods      | Gilbert McAlister                             |                        |

Rövidfilmek
- 2002: Another Life – férfi
- 2006: The Wine Bar – pultos
- 2009: Stream	 – Dr. Shelby
- 2009: Beyond All Boundaries – Chesty Puller alezredes (hangja)
- 2018: The Statement – tanácsadó

### Televízió
Tévéfilmek
| Év   | Magyar cím                                 | Eredeti cím                         | Szerep                 | Magyar hang          |
| ---- | ------------------------------------------ | ----------------------------------- | ---------------------- | -------------------- |
| 1978 |                                            | The Great Wallendas                 | Dieter Schmidt         |                      |
| 1981 |                                            | Charlie and the Great Balloon Chase | Joey                   |                      |
| 1982 |                                            | The Neighborhood                    | Neighbor               |                      |
| 1988 |                                            | Cadets                              | Tom Sturdivant ezredes |                      |
| 1989 |                                            | Unconquered                         | Dickey edző            |                      |
| 1990 | A félelem hálójában                        | The Face of Fear                    | Anthony Prine          |                      |
| 1991 |                                            | The Last to Go                      | Treat                  |                      |
| 1991 | Sárkánytűz                                 | Tagget                              | Yuri Chelenkoff        | Szabó Sipos Barnabás |
| 1992 | Variációk két ökölre                       | Two-Fisted Tales                    | Mr. Rush               |                      |
| 1993 |                                            | Night Driving (rövidfilm)           | Eddy                   |                      |
| 1993 |                                            | Jack Reed: Badge of Honor           | Anatole                |                      |
| 1994 |                                            | Bermuda Grace                       | Sam Grace              |                      |
| 1994 |                                            | Roadracers                          | Sarge                  |                      |
| 1995 |                                            | The Omen                            | Dr. Linus              |                      |
| 1998 | Menekülő ellenségek                        | Ambushed                            | Jim Natter             | Rosta Sándor         |
| 1999 | Tanúvédelem                                | Witness Protection                  | Sharp ügyész           | Harsányi Gábor       |
| 2007 | Jesse Stone– Rejtélyes bankrablás          | Jesse Stone: Sea Change             | Gino Fish              |                      |
| 2009 | Jesse Stone – Vékony jégen                 | Jesse Stone: Thin Ice               | Gino Fish              | Varga T. József      |
| 2009 | Jesse Stone – A maffiafőnök nyomában       | Jesse Stone: No Remorse             | Gino Fish              | Varga T. József      |
| 2011 | Jesse Stone – Elveszett ártatlanok         | Jesse Stone: Innocents Lost         | Gino Fish              | Varga T. József      |
| 2012 | Jesse Stone – Az ártatlanság vélelme       | Jesse Stone: Benefit of the Doubt   | Gino Fish              | Varga T. József      |
| 2015 |                                            | Edge                                | Bill 'Big Bill'        |                      |
| 2015 | Jesse Stone – A bostoni hasfelmetsző esete | Jesse Stone: Lost in Paradise       | Gino Fish              | Varga T. József      |

Sorozatok
| Év        | Magyar cím                               | Eredeti cím                                      | Szerep                          | Megjegyzések                                                                    |
| --------- | ---------------------------------------- | ------------------------------------------------ | ------------------------------- | ------------------------------------------------------------------------------- |
| 1977      |                                          | The CBS Festival of Lively Arts for Young People | ismeretlen szerep               | 1 epizód                                                                        |
| 1981      |                                          | Nurse                                            | Dr. George Bradford             | 1 epizód                                                                        |
| 1983      |                                          | Newhart                                          | vendég                          | 1 epizód                                                                        |
| 1983      |                                          | After MASH                                       | Joe Warner                      | 1 epizód                                                                        |
| 1985      |                                          | Assaulted Nuts                                   | több szereplő                   | 2 epizód                                                                        |
| 1986      |                                          | The Equalizer                                    | Rick Dillon / Kevin Moore       | 1 epizód                                                                        |
| 1987–1988 |                                          | Private Eye                                      | Charlie Fontana                 | 12 epizód                                                                       |
| 1988      |                                          | Tour of Duty                                     | Rigby őrmester                  | 1 epizód                                                                        |
| 1988      | Az éjszaka árnyai                        | In the Heat of the Night                         | Ritchie Epman                   | 2 epizód                                                                        |
| 1988      | Egy kórház magánélete                    | St. Elsewhere                                    | Mr. Oppenheimer                 | 1 epizód                                                                        |
| 1988–1989 |                                          | Dear John                                        | Ben                             | 1 epizód                                                                        |
| 1989      | Roseanne                                 | Roseanne                                         | Dwight                          | 2 epizód                                                                        |
| 1989      |                                          | Hooperman                                        | Lanny Hardin                    | 1 epizód                                                                        |
| 1989      |                                          | Murphy Brown                                     | Colonel Fitzpatrick             | 1 epizód                                                                        |
| 1989      | Nehéz napok egy Föld nevű bolygón        | Hard Time on Planet Earth                        | Rollman rendőr                  | - 1 epizód - magyar hangja: - Forgács Gábor                                     |
| 1989      |                                          | Gideon Oliver                                    | Franklin Finney                 | 1 epizód                                                                        |
| 1989-1994 | Mesék a kriptából                        | Tales from the Crypt                             | Niles Talbot / Kaszás           | - 2 epizód - Talbot magyar hangja: - Bezerédi Zoltán                            |
| 1995      | Végtelen határok                         | The Outer Limits                                 | Frank Hellner                   | - 1 epizód - magyar hangja: - Lux Ádám                                          |
| 1996–1997 |                                          | Poltergeist: The Legacy                          | Shamus Bloom                    | 2 epizód                                                                        |
| 1998–1999 | Star Trek: Deep Space Nine               | Star Trek: Deep Space Nine                       | Luther Sloan                    | 3 epizód Magyar hangja: Csernák János                                           |
| 1999–2002 | Roswell                                  | Roswell                                          | Jim Valenti seriff              | - 61 epizód - rendező (1 epizód)                                                |
| 2003      | Ed                                       | Ed                                               | Lee Leetch                      | 1 epizód                                                                        |
| 2003      | Esküdt ellenségek: Bűnös szándék         | Law & Order: Criminal Intent                     | Kyle Devlin                     | 1 epizód                                                                        |
| 2003      | Project Greenlight – Induljon a forgatás | Project Greenlight                               | önmaga                          | dokumentumsorozat                                                               |
| 2004      |                                          | Wonderfalls                                      | Darrin Tyler                    | 14 epizód                                                                       |
| 2004      | JAG – Becsületbeli ügyek                 | JAG                                              | Saul Wainwright                 | 1 epizód                                                                        |
| 2005      | Harmadik műszak                          | Third Watch                                      | Scotty Murray                   | 1 epizód                                                                        |
| 2005      | Tru Calling – Az őrangyal                | Tru Calling                                      | Travis                          | 1 epizód                                                                        |
| 2005      | Esküdt ellenségek: Az utolsó szó jogán   | Law & Order: Trial by Jury                       | Paul Rice                       | 1 epizód                                                                        |
| 2005      | Esküdt ellenségek                        | Law & Order                                      | Kevin Drucker                   | 1 epizód                                                                        |
| 2006      | CSI: A helyszínelők                      | CSI: Crime Scene Investigation                   | Karl 'Red' Cooper               | 1 epizód                                                                        |
| 2006      | 9/11 – A terrorizmus útja                | The Path to 9/11                                 | Neil Herman                     | minisorozat (2 epizód)                                                          |
| 2007      | Gyilkos számok                           | Numb3rs                                          | J. Everett Tuttle               | 1 epizód                                                                        |
| 2007      | A Donnelly klán                          | The Black Donnellys                              | Munst                           | 1 epizód                                                                        |
| 2007      | Traveler – Az utolsó vakáció             | Traveler                                         | Carlton Fog                     | 7 epizód                                                                        |
| 2008      | A médium                                 | Medium                                           | John Edgemont                   | 1 epizód                                                                        |
| 2008–2011 | A rejtély                                | Fringe                                           | Dr. Sumner                      | 2 epizód                                                                        |
| 2009      | Gyilkos elmék                            | Criminal Minds                                   | Ray Finnegan                    | 1 epizód                                                                        |
| 2010      | The Pacific – A hős alakulat             | The Pacific                                      | Lewis 'Chesty' Puller alezredes | - minisorozat (4 epizód) - magyar hangja: - Szersén Gyula                       |
| 2010–2020 | Hawaii Five-0                            | Hawaii Five-0                                    | John McGarrett                  | 11 epizód                                                                       |
| 2011      | A nagy svindli                           | White Collar                                     | Brett Gelles                    | 1 epizód                                                                        |
| 2011      | A célszemély                             | Person of Interest                               | Seamus O'Mara                   | 1 epizód                                                                        |
| 2012      | A hatalom hálójában                      | Damages                                          | Helmut Torben                   | 6 epizód                                                                        |
| 2013      | Park sugárút 666                         | 666 Park Avenue                                  | Nate McKenny                    | 2 epizód                                                                        |
| 2013      | Sherlock és Watson                       | Elementary                                       | Ian Gale                        | 1 epizód                                                                        |
| 2013      | Homeland – A belső ellenség              | Homeland                                         | Michael Higgins                 | 3 epizód                                                                        |
| 2013–2019 | Feketelista                              | The Blacklist                                    | Sam Milhoan                     | 4 epizód                                                                        |
| 2014      | Flash – A Villám                         | The Flash                                        | Simon Stagg                     | 1 epizód                                                                        |
| 2014–2015 |                                          | Madam Secretary                                  | George Peters                   | 2 epizód                                                                        |
| 2015      | Z, mint zombi                            | Z Nation                                         | Sam Custer                      | 1 epizód                                                                        |
| 2015–2016 | A S.H.I.E.L.D. ügynökei                  | Agents of S.H.I.E.L.D.                           | Matthew Ellis amerikai elnök    | - 3 epizód - magyar hangja: - Rosta Sándor (1. hang) - Harsányi Gábor (2. hang) |
| 2015–2019 | Zsaruvér                                 | Blue Bloods                                      | Armin Janko                     | 2 epizód                                                                        |
| 2016      | Berlini küldetés                         | Berlin Station                                   | Clay Williams                   | 4 epizód                                                                        |
| 2017      |                                          | When We Rise                                     | Chuck Cooper                    | minisorozat (1 epizód)                                                          |
| 2017–2018 |                                          | Power                                            | Tony Teresi                     | 20 epizód                                                                       |
| 2018      |                                          | Bull                                             | Andy atya                       | 1 epizód                                                                        |
| 2018–2020 | Mesés elnökünk                           | Our Cartoon President                            | több szereplő hangja            | 37 epizód                                                                       |
| 2019–2020 | Isten belájkolt                          | God Friended Me                                  | Elias tiszteletes               | 2 epizód                                                                        |
| 2019      | A Central parki ötök                     | When They See Us                                 | Michael Sheehan                 | minisorozat (3 epizód)                                                          |
| 2019      | Esküdt ellenségek: Különleges ügyosztály | Law & Order: Special Victims Unit                | Gary Dolan                      | 1 epizód                                                                        |
| 2020      | Vadászok                                 | Hunters                                          | Dr. William Friedrich           | 1 epizód                                                                        |
| 2020      |                                          | The Comey Rule                                   | Michael Flynn                   | minisorozat (2 epizód)                                                          |

## Fordítás
- Ez a szócikk részben vagy egészben  a   William Sadler (actor) című angol Wikipédia-szócikk fordításán alapul.  Az eredeti cikk szerkesztőit annak laptörténete sorolja fel. Ez a jelzés csupán a megfogalmazás eredetét és a szerzői jogokat jelzi, nem szolgál a cikkben szereplő információk forrásmegjelöléseként.